# Wilhelm Petersén
Wilhelm Knut „Mulle” Petersén (Svédország, Stockholm, 1906. október 2. – Svédország, Stockholm, 1988. december 11.) olimpiai és világbajnoki ezüstérmes, Európa-bajnok, országos bajnok svéd jégkorongozó, országos bajnok bandyjátékos, országos bajnok labdarúgó.
Az 1928. évi téli olimpiai játékokon játszott a jégkorongtornán és ezüstérmes lett a svéd csapattal. A B csoportba kerültek, ahol először a csehszlovákokat verték 3–0-ra, majd a lengyelekkel játszottak 2–2-es döntetlent. A csoportból első helyen tovább jutottak a négyesdöntőbe. Itt az első mérkőzésen 11–0-as vereséget szenvedtek a kanadaiaktól, Svájcot megverték 4–0-ra, végül a briteket 3–0-re. Az olimpia egyszerre volt világ- és Európa-bajnokság is. Így világbajnoki ezüstérmes és Európa-bajnok lett.
Az 1936. évi téli olimpiai játékokra visszatért a jégkorongtornára. A svéd csapat a D csoportba került. Ebben a csoportban csak 3 csapat volt. Első mérkőzésükön 1–0-ra kikaptak a britektől, majd legyőzték Japánt 2–0-ra. A britek mögött a második helyen tovább jutottak a középdöntőbe, ahol a B csoportba sorolták őket. Az első mérkőzésen az osztrákokat verték 1–0-ra, majd kikaptak a csehszlovákoktól 4–1-re és amerikai 2–1-re. A csoportban a harmadik helyen zártak és nem jutottak a négyes döntőben. Összesítésben a 7. lettek.
Az 1931-es jégkorong-világbajnokságon 6. lett és ez Európa-bajnokságnak is számított, ahol 4. lett. Az utolsó külön tartott jégkorong-Európa-bajnokságon az 1932-es jégkorong-Európa-bajnokságon Európa-bajnok lett.
Klubcsapata a Södertälje SK és a AIK Ishockey volt. 1934-ben és 1935-ben svéd bajnok volt. 1928-ban, 1932-ben, 1933-ban és 1937-ben a liga gólkirálya lett.
Bandyjátékosként 1931-ben országos bajnok és kétszeres svéd válogatott.
Labdarúgóként 1932-ben országos bajnok és 1930-ban kétszeres svéd válogatott.